# Inosim
Inosim fu un insediamento di età fenicio-punica e romana situato nell'isola di San Pietro, in territorio di Carloforte, provincia del Sulcis Iglesiente.

## Storia
L'isola fu frequentata sin dal periodo prenuragico e nuragico, come testimoniato dalla presenza di domus de janas e nuraghi. Intorno all'VIII secolo a.C. i Fenici edificarono un insediamento stabile, dotato di un porto, nei pressi dell'odierna Torre di San Vittorio. 
L'isola fu successivamente occupata dai Punici; il loro insediamento con resti di fortificazioni, un tempio e una necropoli è stato individuato nella parte nord di Carloforte. Il nome 'YNSM ovvero Inosim, che presumibilmente riprendeva quello dell'antico insediamento fenicio, è presente in un'iscrizione punica del III secolo a.C. scoperta a Cagliari. Questa iscrizione menziona un luogo di culto dedicato al dio Bashshamem, situato nell'"isola degli sparvieri", identificata con l'isola di San Pietro.
Frequentata dai Romani, le tracce di presenza umana scompaiono a partire dall'Alto Medioevo.